# Manon Bosch
Manon Bosch (Molenhoek, 27 maart 1990) is een Nederlands  voormalig voetbalster die als keeper speelde.

## Carrière

### Jeugd
Bosch werd door FC Twente gescout bij RKHVV. Voordat Bosch bij RKHVV begon heeft ze nog gespeeld voor Eendracht '30 Mook. In de zomer van 2008 kwam ze over van RKHVV Huissen en kwam bij Twente in de jeugd. Ze keepte daar ruim een half seizoen in de B3, maar zat ook regelmatig op de bank bij het eerste elftal omdat eerste doelvrouw Nadja Olthuis geblesseerd was.

### Senioren
Op donderdag 5 februari 2009 mocht Bosch debuteren voor FC Twente. Tijdens een thuiswedstrijd tegen Willem II kon Tiffany Loeven de wedstrijd niet uitspelen en mocht Bosch invallen bij een 0-1-achterstand. Het duel werd gewonnen met 2-1. Ze mocht daarna in de laatste competitiewedstrijd nog invallen. Vanaf seizoen 2009/10 speelt ze weer voor haar oude club RKHVV.
Van 2011 tot 2016 speelde Bosch voor VV Eldenia. In het seizoen 2016/17 speelde ze voor Achilles '29 in de Eredivisie.

## Statistieken
| Club             | Seizoen          | Competitie | Competitie | Beker  | Beker | Totaal | Totaal |
| Club             | Seizoen          | Wedstr     | Goals      | Wedstr | Goals | Wedstr | Goals  |
| ---------------- | ---------------- | ---------- | ---------- | ------ | ----- | ------ | ------ |
| FC Twente        | 2008-09          | 2          | 0          | 0      | 0     | 2      | 0      |
| Carrière totalen | Carrière totalen | 2          | 0          | 0      | 0     | 2      | 0      |